# Calocharia
Calocharia là một chi bướm đêm thuộc họ Noctuidae.